# Дощовиця

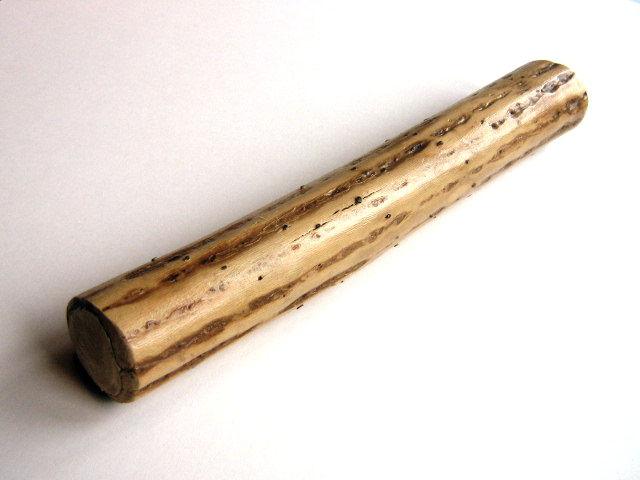
Дощовиця

Дощовиця (палиця дощу, флейта дощу, мзика дощу, англ. rainstick) — ритуальний музичний інструмент, перкусія, що імітує звук дощу, струмку, прибою.
Присутній у багатьох шаманських культурах. Використовувався для заклинання дощу, для діагностики та лікування хвороб, для релаксації, медитації, профілактики психічних захворювань.
У сучасній практиці — незамінний інструмент для виконання етно-музики.
Виготовляється із висушених порожнистих стовбурів рослин: борщівника, соняшника, бамбука, кактусів тощо. В корпус основи вставляються перетинки. Наповнюється різноманітними сипучими матеріалами: піском, камінцями, висушеним насінням, крупами.